# Julieta Magaña
Julieta Magaña (Buenos Aires, 22 de septiembre de 1947-Ib., 23 de enero de 2017) fue una actriz, presentadora y animadora argentina.

## Biografía
Hija de Nury Montsé y Ángel Magaña. Se destacó como presentadora de programas infantiles durante la década de 1970.

## Carrera
Su debut televisivo, tras trabajar como maestra jardinera, fue en el programa Este es mi mundo, que se emitió por Canal 13 de Buenos Aires. El éxito del programa llevó a Julieta Magaña a protagonizar otro programa infantil, llamado "Hola Julieta" tras la cancelación del ciclo principal en 1976. El programa tuvo un éxito histórico para su género, que devino en giras teatrales en todo el país, principalmente en la Costa Atlántica en épocas vacacionales y en Buenos Aires durante las vacaciones de invierno.
En 1980 protagoniza en Canal 13 la comedia "Hola Julieta, hola papá" junto a su padre. Un año después, promocionando su disco "La discoteca de Julieta", conduce el programa "Hola Julieta hola" en Canal 9, donde gran parte de los "clips" musicales de ese envío fueron grabados en la discoteca New York City, de Buenos Aires.
Tras lanzar su disco en 1981, la participación en los medios de Julieta Magaña fue extremadamente esporádica hasta mediados de la década de los 90, donde conduce el programa "Cine Argentino" en el discontinuado canal de cable TVA. En 1999 vuelve a la pantalla chica promocionando una nueva versión de "La batalla del movimiento" en algunos programas de Canal 9 y América 2, respectivamente en los programas Todo por dos pesos y Atorrantes.
En la década del 2000 trabajó en la Secretaria de Cultura de la municipalidad de Vicente López, en la provincia de Buenos Aires.
Su regreso a la música fue en 2006 con "Hola Julieta", un disco que, a diferencia de su primer larga duración del mismo nombre, es un compilado de sus canciones más populares, en nuevas grabaciones y con versiones en "karaoke" de cada una de ellas.
En 2010 regresa a los teatros con la obra para adultos "Escoria, El lado B de la fama", creada por José María Muscari, situada en una reunión de cumpleaños de artistas que ya no tienen la fama y exposición mediática que han tenido. En 2013 vuelve con la obra humorística "Chamaco a la Magaña" junto al actor Roberto "Chamaco" Peyronel.
En cine, participó en Andrea, con Andrea del Boca y su padre Ángel, estrenada el 4 de octubre de 1973. De la serie de los "superagentes", "Tiburón", "Delfín" y "Mojarrita", intervino en Superagentes y Titanes, estrenada el 21 de julio de 1983. Su último papel cinematográfico fue en Vendado y Frío, película de 1999 no estrenada comercialmente, haciendo el rol de Madre.

## Canciones

### «La batalla del movimiento»
A pesar de sus extensas inquietudes artísticas, Julieta Magaña es siempre recordada por su composición musical "La batalla del movimiento", incluida en su primer disco "Hola Julieta" y realizada en conjunto con el director musical Tulio De Rose.
En su letra, la canción invita a mover paulatinamente varias partes del cuerpo (los pies, las piernas, la cola, los brazos y el cuerpo).
La canción fue un referente en muchas clases didácticas en escuelas, tanto públicas como privadas.
Fue el segundo disco simple infantil más vendido de la década de 1970 en Argentina para el sello RCA (hoy Sony Music), muy cerca de "Canción del auto nuevo" (también conocida como "El auto de papá") de Pipo Pescador, y marcó el rumbo de su carrera musical hasta principios de los años 1980.
En 1981 hace su primer reversión de "La batalla del movimiento" para el programa de TV "Hola Julieta, hola" de Canal 9. En 1999 promociona una nueva versión de la canción con arreglos "dance" electrónicos, producida por Pablo Rainer. En 2006 lanza una cuarta versión en su último trabajo discográfico, incluyendo una versión instrumental.

## Fallecimiento
La cantante y actriz Julieta Magaña falleció el 23 de enero de 2017 a los 69 años, a raíz de un cáncer de pulmón. Sus restos descansan en el panteón de la Asociación Argentina de Actores del Cementerio de la Chacarita.

## Cine
- 1973: Andrea
- 1983: Superagentes y titanes
- 1999: Vendado y frío
- 2007: Los tres berretines

## Televisión
- 1974 / 1976: Este es mi mundo - Canal 13
- 1976: Hola Julieta - Canal 13
- 1980: Hola Julieta, habla papá - Canal 13
- 1981: Hola Julieta, hola - Canal 9
- 1994 / 1996; Cine argentino - Canal TVA
- 1995: Cha Cha Cha.
- 2001: Un cortado, historias de café
- 2012: El Tabarís, lleno de estrellas

## Teatro
- 2010: Escoria - Junto a Noemí Alan, Liliana Benard, Héctor Fernández Rubio, Osvaldo Guidi, Paola Papini, Marikena Riera, Gogó Rojo, Cristina Tejedor y Willy Ruano.
- 2010: Anastacia - Teatro Premier junto a Mariano Conti, Julián Cortina, Silvana Espada, Alejandra Farías, Juanky Fortuna, Natalia Royer y Adrián Vocos.
- 2013: Fama infame - "La Sodería - Espacio artístico fabril junto a Rody Kohanoff y Chameco Peyronel.
- 2013: Chamaco a la Magaña - "La Sodería - Espacio artístico fabril junto a Chamaco Peyronel.

## Discografía
Todas las canciones de sus discos fueron compuestas por su intérprete y dirigidas musicalmente por Tulio de Rose, excepto La Discoteca de Julieta (1981), con la dirección musical de Shalako, La Batalla del Movimiento 99 (1999) producida por Pablo Rainer, y Hola Julieta (2006) producida por Tote Puerta.
- 1976: Hola Julieta (RCA).
- 1976: Julieta en colores (RCA).
- 1977: Mundialmente Julieta (RCA).
- 1977: A mamá con cariño (Simple RCA)
- 1978: Ida y vuelta con Julieta (RCA).
- 1981: La discoteca de Julieta (POLYDOR).
- 1999: La batalla del movimiento '99 (CD simple - Difusión).
- 2006: Hola Julieta (PROCOM).